# خالد عبد الرازق
خالد عبد الرازق (1975-) هو لاعب شطرنج مصري. مثل مصر في العديد من أولمبياد الشطرنج، بما في ذلك عام 2008، 2010،  و 2012. تأهل إلى بطولة كأس العالم للشطرنج عام 2009، حيث هزمه ألكسندر موروزيفيتش في الجولة الأولى.

## روابط خارجية
- خالد عبد الرازق على موقع الاتحاد الدولي للشطرنج (الإنجليزية)
- خالد عبد الرازق على موقع مباريات الشطرنج (الإنجليزية)
- خالد عبد الرازق على موقع 365Chess.com (الإنجليزية)
- خالد عبد الرازق على موقع Chesstempo.com (الإنجليزية)
- خالد عبد الرازق سجل أولمبياد الشطرنج على موقع OlimpBase.org (الإنجليزية)